# Megalobrama terminalis
Megalobrama terminalis és una espècie de peix cipriniforme de la família dels ciprínids.

## Morfologia
Els mascles poden assolir els 60 cm de longitud total.

## Distribució geogràfica
Es troba a Àsia: conques dels rius Amur i Iang-Tsé.